# Comuna Romanivka, Brusîliv
Romanivka (în ucraineană Романівська сільська рада) este o comună în raionul Brusîliv, regiunea Jîtomîr, Ucraina, formată din satele Pîlîponka și Romanivka (reședința).

## Demografie
Componența lingvistică a satului Romanivka
     Ucraineană (98,89%)
     Rusă (1,11%)
Conform recensământului din 2001, majoritatea populației satului Romanivka era vorbitoare de ucraineană (98,89%), existând în minoritate și vorbitori de rusă (1,11%).